# Seznam rimskokatoliških nadškofov Vidma
Seznam rimskokatoliških nadškofov Nadškofije Vidma.

## Seznam
| #   | Slika                     | Ime                           | Rojen, umrl                                                   | Nadškof                              | Druge službe                                                                              |
| --- | ------------------------- | ----------------------------- | ------------------------------------------------------------- | ------------------------------------ | ----------------------------------------------------------------------------------------- |
| 1.  | Klikni za spremembo slike | Daniele Dolfin                | 22. januar 1688, Benetke 13. amrec 1762, Videm                | 6. julij 1751 13. marec 1762         | Nadškofija Videm ustanovljena 6. julija 1751; prej patriarh Patriarhata Benetke, kardinal |
| 2.  | Klikni za spremembo slike | Bartolomeo Gradenigo          | ? , Benetke 9. november 1765, Motta di Livenza                | 13. marec 1762 2. november 1765      | prej patriarh koadjutor Patriarhata Benetke                                               |
| 3.  | Klikni za spremembo slike | Giovanni Girolamo Gradenigo   | 19. januar 1708, Benetke 30. junij 1786, Videm                | 27. januar 1766 30. junij 1786       | teatinec                                                                                  |
| 4.  | Klikni za spremembo slike | Nicolò Angelo Sagredo         | 20. september 1728, Benetke 16. avgust 1804, Benetke          | 10. marec 1788 18. junij 1792        | potem nadškof (osebni naziv) Škofije Torcello                                             |
| 5.  | Klikni za spremembo slike | Pietro Antonio Zorzi          | 7. november 1745, Novigrad 17. december 1803, Videm           | 24. september 1792 17. december 1803 | somask, prej škof Škofije Ceneda                                                          |
| 6.  | Klikni za spremembo slike | Baldassarre Francesco Rasponi | 6. oktober 1758, Ravenna 14. februar 1814, Videm              | 18. september 1807 14. februar 1814  |                                                                                           |
|     | Klikni za spremembo slike | Gualferio Ridolfi             |                                                               | september 1818                       | nadškofija 1. maja 1818 preimenovana v Škofijo Videm; imenovan za škofa                   |
| 7.  | Klikni za spremembo slike | Emmanuele Lodi                | 13. avgust 1770, Milano 8. februar 1845, Videm                | 23. avgust 1819 8. februar 1845      | dominikanec                                                                               |
| 8.  | Klikni za spremembo slike | Zaccaria Bricito              | 13. oktober 1802, Bassano del Grappa 6. februar 1851, Videm   | 21. december 1846 6. februar 1851    | škofija 14. marca 1847 preimenovana v Nadškofijo Videm                                    |
| 9.  | Klikni za spremembo slike | Giuseppe Luigi Trevisanato    | 15. februar 1801, Benetke 28. april 1877, Benetke             | 27. september 1852 7. april 1862     | prej škof Škofije Verona, potem patriarh Patriarhata Benetke ter kardinal                 |
| 10. | Klikni za spremembo slike | Andrea Casasola               | 26. avgust 1806, Buja 12. avgust 1884, Rosazzo                | 28. september 1863 12. avgust 1884   | prej škof Škofije Concordia - Pordenone                                                   |
| 11. | Klikni za spremembo slike | Giovanni Maria Berengo        | 6. julij 1820, Benetke 7. marec 1896, Videm                   | 10. november 1884 7. marec 1896      | prej škof Škofije Adria - Rovigo in Škofije Mantova                                       |
| 12. | Klikni za spremembo slike | Pietro Zamburlini             | 15. december 1832, Bagnoli di Sopra 1. december 1909, Artegna | 22. junij 1896 1. december 1909      | prej škof Škofije Concordia - Pordenone                                                   |
| 13. | Klikni za spremembo slike | Antonio Anastasio Rossi       | 18. julij 1864, Milano 29. marec 1948, Pompeji                | 8. januar 1910 19. december 1927     |                                                                                           |
| 14. | Klikni za spremembo slike | Giuseppe Nogara               | 26. junij 1872, Bellano 9. december 1955, Videm               | 27. januar 1928 9. december 1955     |                                                                                           |
| 15. | Klikni za spremembo slike | Giuseppe Zaffonato            | 29. avgust 1899, Magrè di Schio 28. avgust 1988, Arzignano    | 31. januar 1956 29. september 1972   | prej škof Škofije Vittorio Veneto                                                         |
| 16. | Klikni za spremembo slike | Alfredo Battisti              | 17. januar 1925, Masi 1. januar 2012, Videm                   | 13. december 1972 28. oktober 2000   |                                                                                           |
| 17. | Klikni za spremembo slike | Pietro Brollo                 | 1. december 1933, Tolmeč 5. december 2019, Tolmeč             | 28. oktober 2000 20. avgust 2009     | prej škof Škofije Belluno - Feltre                                                        |
| 18. | Klikni za spremembo slike | Andrea Bruno Mazzocato        | 1. september 1948, San Trovaso                                | 20. avgust 2009 23. februar 2024     | prej škof Škofije Adria - Rovigo in Škofije Treviso                                       |
| 19. | Klikni za spremembo slike | Riccardo Lamba                | 30. november 1956, Caracas, Venezuela                         | 23. februar 2024                     | prej pomožni škof Škofije Rim                                                             |